# Posterior

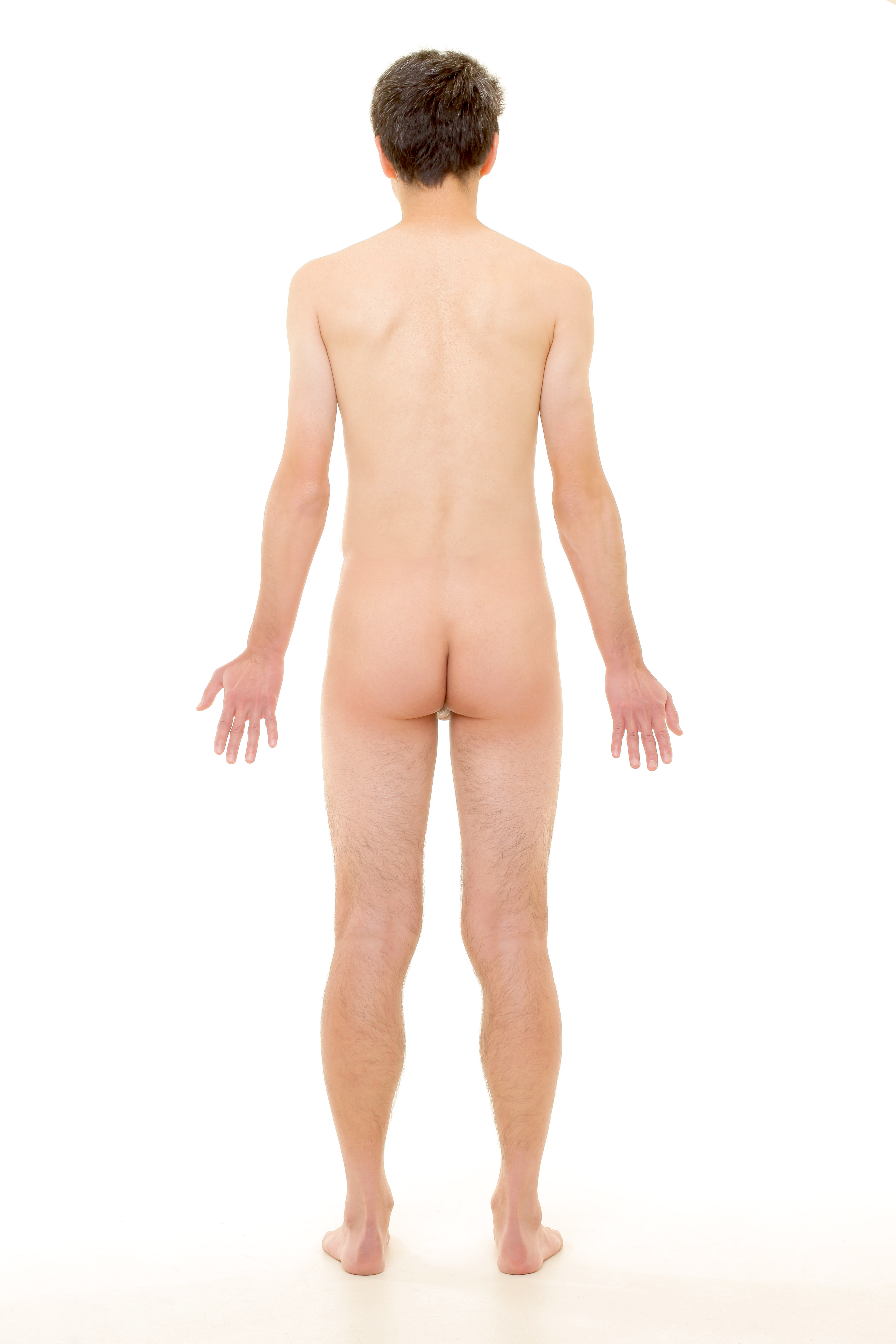
Vista artística do lado posterior de um homem

Para além do significado comum (aplicado a um acontecimento que se segue a outro), pode ser o contrário de anterior, na descrição do corpo dos seres vivos.